# Cathédrale Saint-Boniface de Saint-Boniface
La cathédrale Saint-Boniface est un édifice religieux canadien qui représente à la fois l'autorité ecclésiastique de l'archidiocèse de Saint-Boniface, qui couvre toute la partie orientale de la province du Manitoba, et la communauté catholique franco-manitobaine. 
La cathédrale-basilique s'élève au cœur de la cité de Saint-Boniface au 190 avenue de la Cathédrale, à Saint-Boniface (Winnipeg).

## Historique

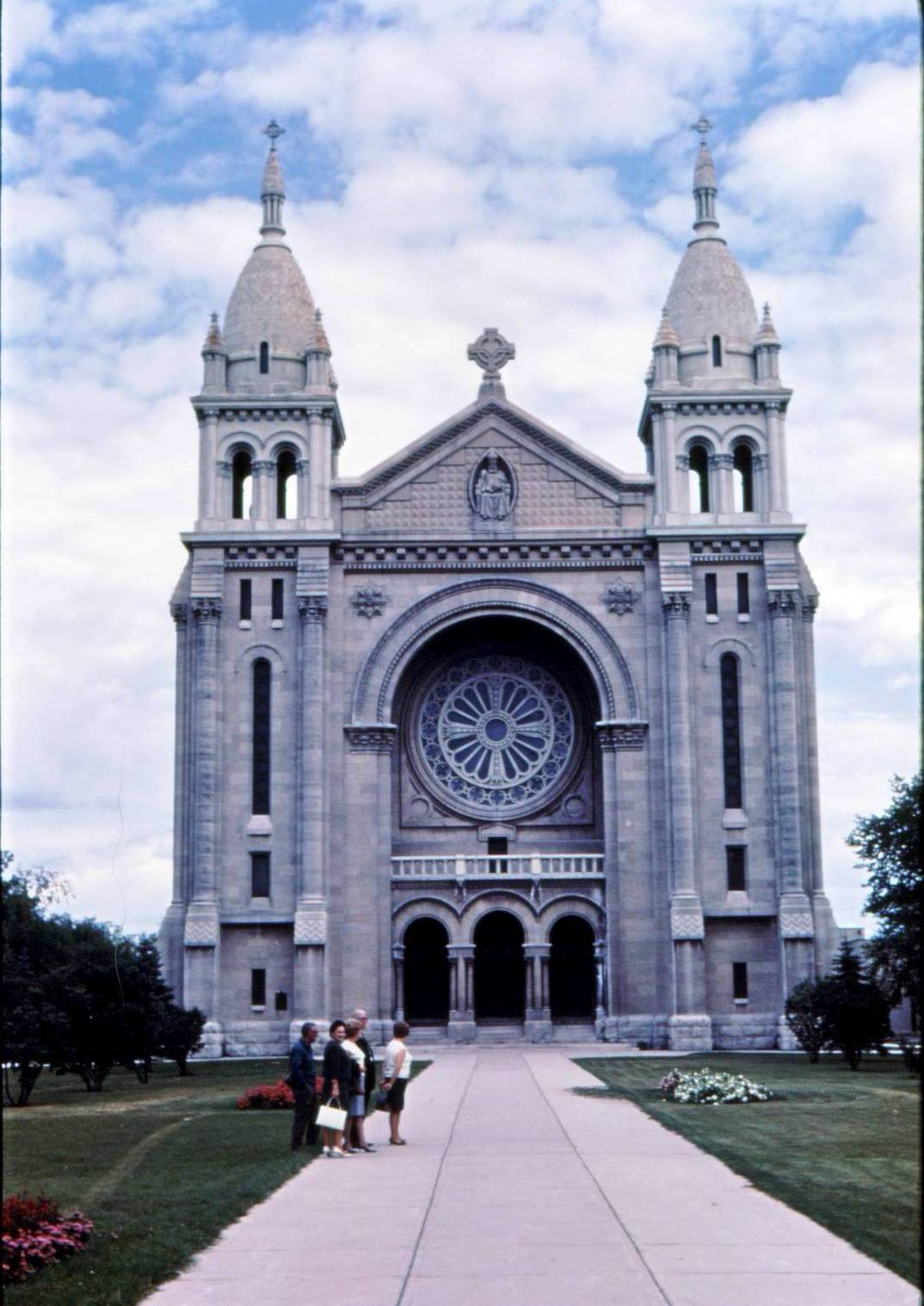
La cathédrale en 1966.

Le 1er novembre 1818, le père Joseph-Norbert Provencher ordonne la construction d'une petite chapelle qu'il consacre à Saint Boniface.
En 1832, l'évêque Provencher fait édifier une première cathédrale.
Le 14 décembre 1860, un incendie ravage ce premier édifice.
En 1862, l'évêque Alexandre Taché reconstruit la cathédrale et consolide la construction par l'utilisation de la pierre. Au tournant du siècle, Saint-Boniface est la cinquième ville de l'Ouest. Il devient évident que la présente cathédrale, en raison de la croissance de la population, ne répond plus aux besoins des fidèles. On confie aux entrepreneurs Sénécal et Smith la construction d'une nouvelle cathédrale selon les plans de l'architecte montréalais Jean-Omer Marchand. Deux ans plus tard, Saint-Boniface a une nouvelle cathédrale digne de l'étendue de son rayonnement.
Le 15 août 1906, Monseigneur Louis-Philippe-Adélard Langevin bénit la cathédrale qui devint l'une des églises les plus imposantes dans l'Ouest canadien.
En 1955, Maurice Baudoux était désigné archevêque de Saint-Boniface, fonction qu'il assuma jusqu'en 1974.
Le 22 juillet 1968, un terrible incendie ravage la cathédrale. Seule la façade, la sacristie, et les murs de l’ancienne basilique furent sauvés et conservés.

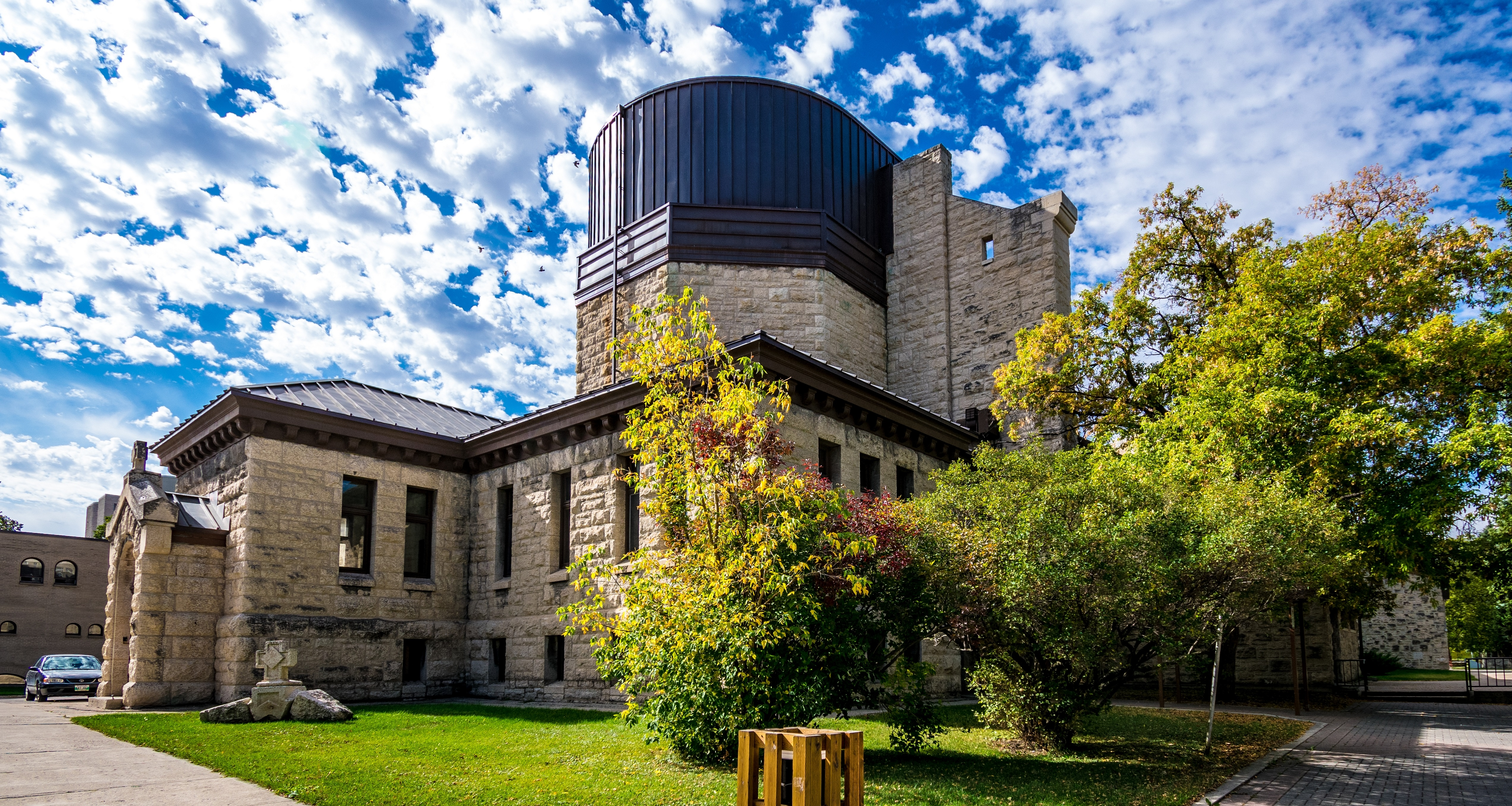
En 1972, la cathédrale a été reconstruite en incorporant l'ancienne façade de 1906.

En 1972, un second édifice fut réalisé par les architectes Étienne Gaboury et Denis Lussier.
Le 23 février 1994, elle a été désignée site provincial du patrimoine par le ministère du Tourisme, de la Culture, du Patrimoine, du Sport et de la Protection du consommateur. Elle a été désignée structure du patrimoine par la ville de Winnipeg le 8 janvier 2013.

## Personnalités enterrées en ce lieu
- - Rosario « Rosie » Couture
  - Ambroise-Dydime Lépine
  - Pierre Gaultier de Varennes et de La Vérendrye
  - Louis Riel

### Articles liés
- Archidiocèse de Saint-Boniface
- Liste des cathédrales du Canada